# Scrittura bustrofedica

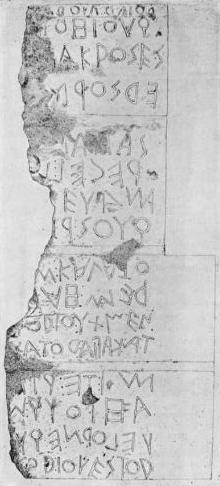
L'iscrizione del Lapis niger del Foro Romano (la più antica iscrizione latina rimasta) è scritta in uno stile bustrofedico irregolare: le righe 1, 3, 5, 7, 9, 11, 12, 14 e 16 vanno lette da destra a sinistra; 2, 4, 6, 8, 10, 13, e 15 da sinistra a destra; la 8, 9 e 16 sono addirittura invertite in verticale.

Una scrittura bustrofedica è una scrittura che non ha una direzione "fissa" ma procede in un senso fino al margine scrittorio e prosegue a ritroso nel senso opposto, secondo un procedimento "a nastro", senza "andare a capo" ma con un andamento che ricorda quello dei solchi tracciati dall'aratro in un campo. L'etimologia della parola ricorda infatti l'andamento di un bue durante l'aratura (dal greco antico βουστροφηδόν?, boustrophēdón, a sua volta da βοῦς, bous, "bue" e στροφή, strophḗ, "voltura, inversione", dal verbo στρέφειν = "girare, invertire", più -δόν = suffisso avverbiale di modo che sta per "alla maniera di").

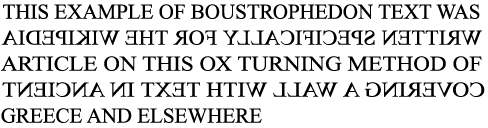
Un esempio di testo bustrofedico

Una caratteristica della scrittura bustrofedica è quella di "ruotare" anche la forma delle lettere, che hanno quindi forme speculari a seconda che il senso proceda da destra verso sinistra o viceversa (oppure - anche se il caso è più raro - dall'alto in basso o viceversa). È questo il motivo per cui questo genere di scrittura è piuttosto frequente soprattutto nei documenti antichi: col tempo ogni scrittura ha avuto la tendenza a fissare un unico senso della scrittura e un'unica forma delle lettere.
Un esempio di scrittura bustrofedica è quella usata dagli antichi abitanti dell'isola di Pasqua. Tale scrittura è detta rongorongo e consiste in segni intagliati su tavolette di legno rinvenute in molti casi nei pressi dei moai e che, al momento, nessuno è ancora riuscito a decifrare completamente.
Tracce di questo tipo di scrittura sono state ritrovate anche nel Nord dell'India e in alcune zone del Perù, quali Tiwanaku.
Un esempio di pergamena in caratteri bustrofedici proveniente dall'Armenia pre-storica è visibile nelle raccolte della biblioteca dell'isola di San Lazzaro degli Armeni (Venezia).
Anche arcaiche scritture degli Etruschi sono composte con il sistema bustrofedico.
Un esempio più recente di scrittura bustrofedica si trova nella produzione artistica di NOF4, pseudonimo di Fernando Nannetti, paziente dell'ospedale psichiatrico di Volterra negli anni '60. Le sue opere consistono principalmente in incisioni sulle pareti dell'ospedale e il suo metodo di scrittura, quando la parola era troppo lunga, non prevedeva l'andare a capo bensì curvare verso la riga successiva e proseguire così fino al margine successivo.

## Scritture bustrofediche contemporanee
Al giorno d'oggi sono pochi i casi di scritture ancora completamente libere di procedere in un senso o in un altro, e di invertire di conseguenza la forma delle lettere. Un caso è quello della scrittura tifinagh dei tuareg, che non ha una direzione fissa e può procedere indifferentemente dal basso verso l'alto (orientamento prevalente) o dall'alto in basso, da destra a sinistra o da sinistra a destra, con la conseguenza che molte lettere hanno quattro forme diverse a seconda del senso di scrittura. Tuttavia, al giorno d'oggi si osserva anche per questa scrittura la tendenza a standardizzare un senso (prevalentemente in orizzontale), con andate a capo e in sostanza, al progressivo abbandono della scrittura bustrofedica.
Per estensione, si dice bustrofedica una forma geometrica dotata del medesimo andamento a serpentina: per esempio, la forma del percorso nel gioco tradizionale anglosassone Snakes and Ladders.

## Altri esempi di scrittura bustrofedica

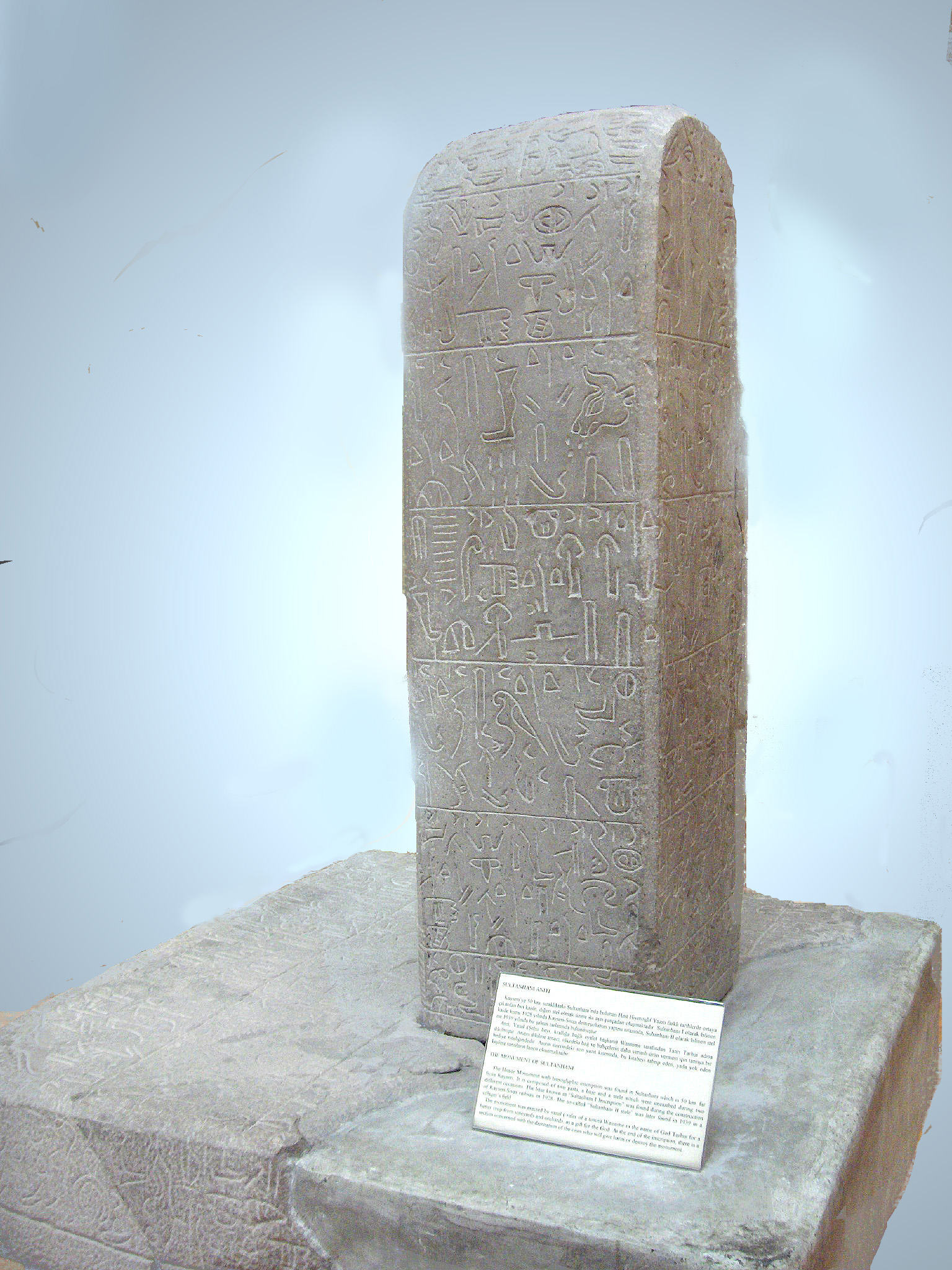
Un'iscrizione in luvio geroglifico scritta bustrofedicamente
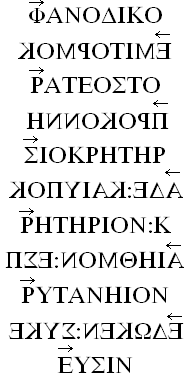
Un esempio di scrittura greca bustrofedica
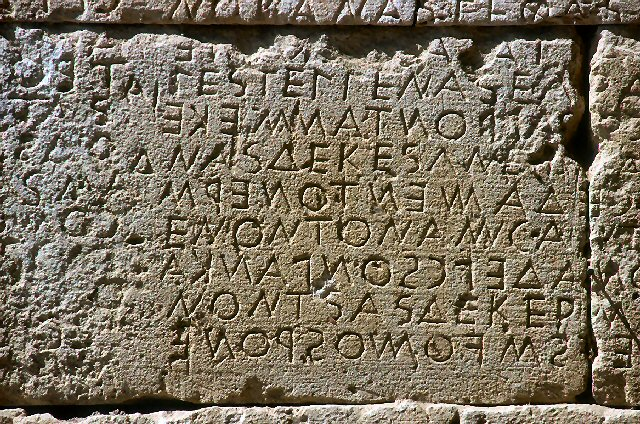
Le Leggi di Gortina, Creta, V secolo a.C.
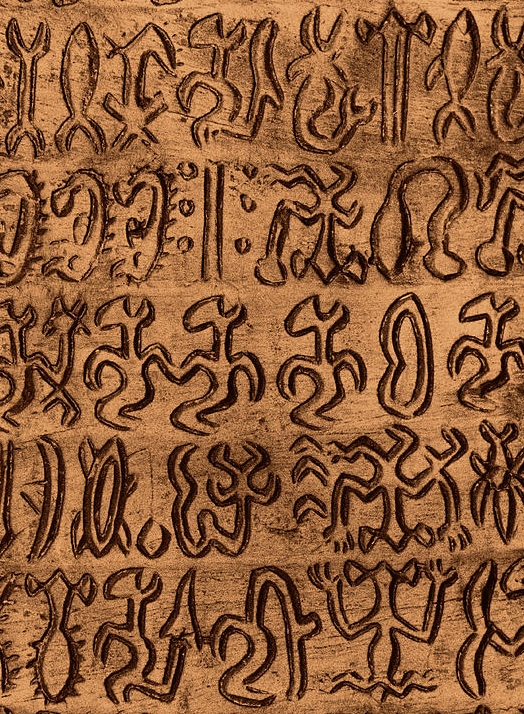
Scrittura Rongorongo su una tavoletta di legno incisa dagli antichi abitanti dell'isola di Pasqua
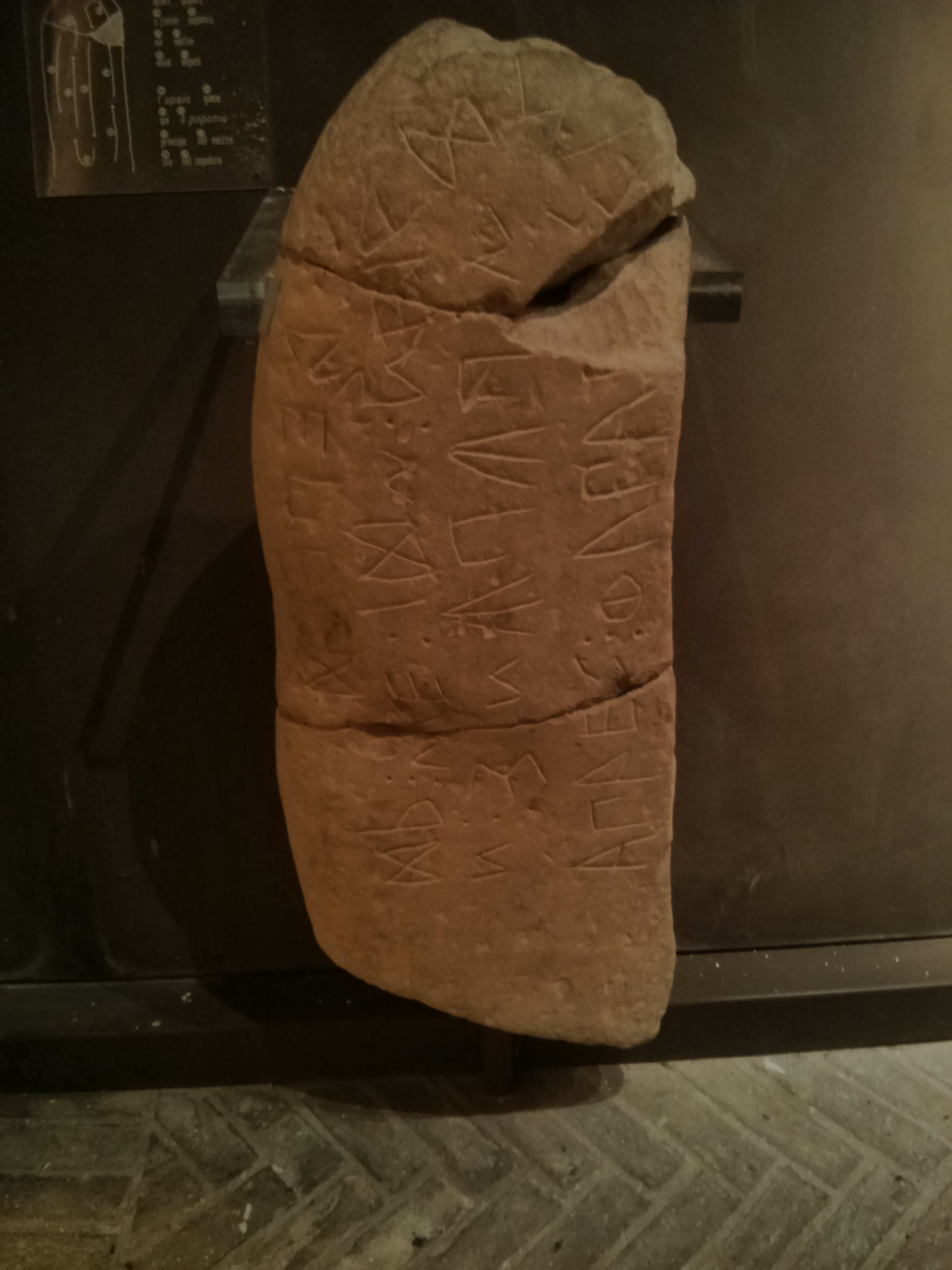
Stele picena, con scrittura bustrofedica